# Bruno Heubi
Bruno Heubi est un athlète français spécialiste des courses de grand fond. Agrégé d'Education Physique et Sportive (EPS), il est l'auteur de trois ouvrages et d'articles dans le domaine de la course à pied et collabore à plusieurs revues spécialisées.

## Biographie
Bruno Heubi est un spécialiste de la course de grand fond (appelée aussi l'ultrafond). Membre de l'équipe de France de 100 km de 1998 à 2004 (11 sélections), il est deux fois sélectionné dans l'équipe championne du monde en 2000 et 2001. En 2005, il remporte les 100 km de Millau avec le temps « honorable » de 7 h 33 min (loin du record de l'épreuve de  6 h 28 min établi en 1992 par Jean-Marc Bellocq) mais sans contestation possible.
En 2008, après avoir pris la 2e place de la Transe Gaule, il se lance sur les courses de 24 heures et remporte les 24 heures d'Aulnat en parcourant 242,382 km. En 2009, il obtient sa première sélection en équipe de France de 24 h et prend la 9e place aux championnats du monde à Bergame (Italie). En 2010, il met un terme à sa carrière internationale lors des championnats du monde à Brive.
Il est entraîneur depuis 1992. Il entraîne, entre autres athlètes, Pascal Fétizon qu'il a mené au titre de champion du monde des 100 km en 2000. Laurence Klein quand elle a remporté 2 marathons des Sables. Et bien d'autres sportifs de tous niveaux
Il est l'auteur de 3 livres sur la course à pied : Courir longtemps, La Course à pied en 500 questions, Progressez connectés.
De plus, un livre lui a été consacré dans la collection "Figures de l'Ultra" aux éditions Jacques Flament.

## Palmarès

### Palmarès sur100km
Bruno Heubi totalise 11 sélections en équipe de France des 100 km ; 2 sélections en équipe de France de 24 h.

#### Championnats du monde
- Vice-champion du monde par équipes en 1999 (Chavagnes-en-Paillers - France) : 15e en 6 h 51 min 25 s, 3e français
- Champion du monde par équipes en 2000 (Winschoten - Pays-Bas) : 26e en 7 h 6 min 34 s, 7e français
- Champion du monde par équipes en 2001 (Cléder - France) : 27e en 7 h 14 min 46 s, 9e français

#### Trophée européen
- Médaille de bronze par équipes au championnat d’Europe en 1998 (Torhout - Belgique) : 18e en 7 h 10 min 32 s, 3e français
- Champion d’Europe par équipes en 1999 (Winschoten - Pays-Bas) : 13e en 7 h 19 min 25 s, 4e français
- Vice-champion d’Europe par équipes en 2000 (Belvès - France) : 16e en 7 h 12 min 33 s, 6e français
- Vice-champion d’Europe par équipes en 2002 (Winschoten - Pays-Bas) : 15e 7 h 15 min 51 s, 4e français
- Vice-champion d’Europe par équipes en 2003 (Chernogolovka - Russie) : 18e 7 h 9 min 26 s, 4e français

On notera néanmoins que le trophée européen n'est pas reconnu par la Fédération française d'athlétisme qui ne comptabilise que le titre de vice-champion du monde par équipes en 1999.

#### Course individuelle
- Vainqueur des 100 km de Millau 2005 (7 h 33 min 0 s)
- 1er aux 50 km de Château-Chinon en 2008 (3 h 47 min 52 s)
- 1er aux 100 km de Rognonas en 1998 (6 h 56 min 49 s)
- 2e aux 100 km de Saint-Nazaire-les-Eymes en 2004 (7 h 27 min 54 s) ; 3e en 2007 (7 h 39 min 50 s)
- 3e aux 100 km de Vendée Chavagnes-en-Paillers en 2001 (6 h 52 min 24 s)
- 4e aux championnats de France des 100 km 2004 (vice-champion de France vétéran) (7 h 29 min 9 s) à Saint-Augustin-des-Bois
- 2e français aux championnats du monde des 100 km 2004 (7 h 23 min 45 s)

### Palmarès sur les autres distances
- Vainqueur des 6 h de Val de Noye (Esquennoy) en 2009 (73,840 km)
- Vainqueur des 12 h de Séné en 2007 (134,930 km)
- Vainqueur des 24 h d'Aulnat 2008 (242,382 km)
- 9e des championnats du monde de 24 heures 2009 à Bergamo-Italie (228,429 km) ; 8e au niveau Européen
- Courses par étapes : 2e de la Transe Gaule 2008 (1 156 km en 99 h 17 min 30 s)
- Vainqueur de la Voie Verte Trans'Ardennes 2010 (82,6 km)
- 2e de l'intégrale de Riquet, course non-stop de 240 km (28 h 29 min 58 s)

## Records personnels
Statistiques de Bruno Heubi d'après la Fédération française d'athlétisme (FFA) et la Deutsche Ultramarathon-Vereinigung (DUV) :
- 3 000 m : 10 min 28 s 72 en 2011
- 10 000 m : 38 min 15 s 85 en 2005
- 10 km : 35 min 29 s en 2004
- Semi-marathon : 1 h 18 min 40 s en 2012
- Marathon : 2 h 31 min 38 s au marathon de Reims en 1993[8]
- 50 km route : 3 h 25 min 49 s aux championnats d'Europe IAU des 100 km de Winschoten en 2002 (50 km split)
- 100 km route : 6 h 51 min 25 s aux championnats du monde IAU des 100 km de Chavagnes-en-Paillers en 1999
- 6 heures route : 66,647 km aux championnats du monde IAU des 24 h de Brive en 2010 (6 h split)
- 12 heures route : 134,930 km aux 12 h de Séné en 2007
- 24 heures route : 242,382 km aux 24 h d'Aulnat en 2008

## Publications
- Courir longtemps, éditions Christophe Geoffroy, 2008
- La course à pied en 500 questions, éditions Ellipses, 2016
- Progressez connectés, éditions Heubi, 2021
- Figures de l'Ultra, éditions Flament, 2024